# Carlos Pedemonte y Talavera
Carlos Pedemonte y Talavera, (Pisco, 16 de octubre de 1774 - Pisco, Perú, 26 de septiembre de 1831) fue un clérigo y político peruano. Fue diputado y presidente del primer Congreso Constituyente del Perú, de abril a junio de 1823, así como primer rector de la Universidad Nacional de Trujillo y ministro de Gobierno y Relaciones Exteriores (1830-1831). Fue también electo arzobispo de Lima en 1826, aunque no fue ratificado por la Santa Sede, y debió renunciar en 1827.
Su nombre ha sido relacionado con un supuesto protocolo que, como canciller, habría firmado con el representante de la Gran Colombia en Lima, Tomás C. de Mosquera, el llamado Protocolo Pedemonte-Mosquera (11 de agosto de 1830), donde se reconocía al río Marañón como límite norte del Perú, y por tanto, se otorgaba a la Gran Colombia (ya en proceso de disolución) extensos territorios peruanos. En Perú la crítica histórica ha demostrado la falsedad y la invalidez de dicho documento.

## Biografía
Fueron sus padres el Abogado y Capitán de Dragones, Carlos Pedemonte y Velásquez Tineo, quien fuera uno de los seis hijos del Capitán Antonio María Pedemonte, un genovés naturalizado español, y de María Ignacia de Talavera y Talledo, descendiente de los marqueses de Soto Hermoso. Estudió en el Real Convictorio de San Carlos y en la Universidad Nacional Mayor de San Marcos, donde se graduó de doctor en Leyes y Cánones (1793). Fue luego vicerrector de San Carlos y catedrático de Artes en San Marcos pero renunció a ambos para ingresar a la orden de San Felipe Neri. Llegó a ser prepósito de su convento (1800).
El virrey Joaquín de la Pezuela, atendiendo a su "virtud, carácter y conocimientos" y, deseando contrarrestar el liberalismo inculcado en el convictorio carolino por el rector Toribio Rodríguez de Mendoza, le encomendó que supliera a éste en la rectoría de dicho centro de estudios (1817). Sin embargo, Pedemonte, ya ganado por la causa independentista, participó en las reuniones clandestinas de los patriotas conspiradores y no se prestó a favorecer en sus aulas la imposición oficial.
En 1819 partió hacia España a bordo de la fragata mercante San Antonio, llevando consigo pliegos oficiales que le encargó el virrey Pezuela para entregar a la Corona. Llegó a Cádiz y pasó a Madrid, donde el rey Fernando VII le ofreció algunas mercedes que declinó cortésmente.
Elegido diputado por Tarma al primer Congreso Constituyente del Perú], retornó a su patria. El 21 de febrero de 1823 se incorporó al Congreso, cuya presidencia ejerció de 21 de abril a 20 de junio del mismo año. Defendió los fueros del Poder Legislativo frente al autoritarismo del presidente José de la Riva Agüero. Cuando éste se trasladó a Trujillo con un grupo de congresistas, retomó la presidencia del Congreso en Lima y decidió la elección de Torre Tagle como nuevo presidente de la República, el 17 de julio de 1823.
En 1824 fue nombrado arcediano de la iglesia de Lima. Luego pasó a ser vicario capitular de Trujillo y como tal asumió la gobernación eclesiástica de ese obispado. Por entonces se creó la Universidad Nacional de Trujillo, de la que fue nombrado primer rector.
Enfervorizado bolivariano, asistió a la reunión del Congreso Constituyente del 10 de febrero de 1825, donde se acordó prorrogar por un año la dictadura de Bolívar. Acto seguido, dicho Congreso se autodisolvió.
En representación de la entonces provincia limeña de Ica, fue uno de los sesenta y cinco diputados electos en 1825 por la Corte Suprema y convocados para aprobar la Constitución Vitalicia del dictador Simón Bolívar. Sin embargo, a pesar de que dicho congreso estuvo convocado, el mismo decidió no asumir ningún tipo de atribuciones y no llegó a entrar en funciones.

Como el arzobispado de Lima se hallaba vacante desde el retiro de Bartolomé María de las Heras en 1821, Pedemonte fue elegido como nuevo arzobispo, por acuerdo del Consejo de Gobierno y con la aquiescencia de Bolívar. Tomó posesión de su sede el 24 de noviembre de 1826, pero no se efectuaron los trámites ante la Santa Sede para ratificarlo, y finalmente, la reacción antibolivariana que estalló al año siguiente lo obligó a abandonar la silla arzobispal, el 20 de noviembre de 1827. Partió enseguida a su tierra natal para restablecer su mala salud.
En julio de 1830, el presidente Agustín Gamarra lo invitó a colaborar con su gobierno como ministro de Gobierno y Relaciones Exteriores. Pedemonte aceptó y desempeñó esa función de agosto de 1830 a agosto de 1831, cuando doblegado por sus dolencias, renunció. Retornó una vez más a su tierra natal, donde falleció poco después.

## Publicaciones
- Discurso... por la gloriosa marcha del Ejército de la Patria victorioso en Junín y aniversario de la entrada en Lima de E.E. el Libertador Simón Bolívar (Trujillo, 1824).
- Exposición sobre las nuevas presentaciones para varios obispados y para el arzobispado del Perú (1827).

| Predecesor: Nicolás de Araníbar | Presidente del Primer Congreso Constituyente del Perú 21 de abril de 1823 a 20 de junio de 1823 | Sucesor: Justo Figuerola |
| Predecesor: Matías León         | Ministro de Gobierno y Relaciones Exteriores del Perú 4 de agosto de 1830 a 9 de agosto de 1831 | Sucesor: Matías León     |

## Árbol genealógico
|  |                                                          |  |  |  |  |  |  |  |  |  |  |  |  |  |  |  |
|  | 16. Desconocido                                          |  |  |  |  |  |  |  |  |  |  |  |  |  |  |  |
|  |                                                          |  |  |  |  |  |  |  |  |  |  |  |  |  |  |  |
|  |                                                          |  |  |  |  |  |  |  |  |  |  |  |  |  |  |  |
|  | 8. Juan Andrés Pedemonte                                 |  |  |  |  |  |  |  |  |  |  |  |  |  |  |  |
|  |                                                          |  |  |  |  |  |  |  |  |  |  |  |  |  |  |  |
|  |                                                          |  |  |  |  |  |  |  |  |  |  |  |  |  |  |  |
|  | 17. Desconocido                                          |  |  |  |  |  |  |  |  |  |  |  |  |  |  |  |
|  |                                                          |  |  |  |  |  |  |  |  |  |  |  |  |  |  |  |
|  |                                                          |  |  |  |  |  |  |  |  |  |  |  |  |  |  |  |
|  | 4. Antonio María Pedemonte                               |  |  |  |  |  |  |  |  |  |  |  |  |  |  |  |
|  |                                                          |  |  |  |  |  |  |  |  |  |  |  |  |  |  |  |
|  |                                                          |  |  |  |  |  |  |  |  |  |  |  |  |  |  |  |
|  | 18. Desconocido                                          |  |  |  |  |  |  |  |  |  |  |  |  |  |  |  |
|  |                                                          |  |  |  |  |  |  |  |  |  |  |  |  |  |  |  |
|  |                                                          |  |  |  |  |  |  |  |  |  |  |  |  |  |  |  |
|  | 9. María Theresa Cadete                                  |  |  |  |  |  |  |  |  |  |  |  |  |  |  |  |
|  |                                                          |  |  |  |  |  |  |  |  |  |  |  |  |  |  |  |
|  |                                                          |  |  |  |  |  |  |  |  |  |  |  |  |  |  |  |
|  | 19. Desconocido                                          |  |  |  |  |  |  |  |  |  |  |  |  |  |  |  |
|  |                                                          |  |  |  |  |  |  |  |  |  |  |  |  |  |  |  |
|  |                                                          |  |  |  |  |  |  |  |  |  |  |  |  |  |  |  |
|  | 2. Carlos Pedemonte y Velásquez Tineo                    |  |  |  |  |  |  |  |  |  |  |  |  |  |  |  |
|  |                                                          |  |  |  |  |  |  |  |  |  |  |  |  |  |  |  |
|  |                                                          |  |  |  |  |  |  |  |  |  |  |  |  |  |  |  |
|  | 20. José Velasquez Tineo y Farfán de los Godos (Posible) |  |  |  |  |  |  |  |  |  |  |  |  |  |  |  |
|  |                                                          |  |  |  |  |  |  |  |  |  |  |  |  |  |  |  |
|  |                                                          |  |  |  |  |  |  |  |  |  |  |  |  |  |  |  |
|  | 10. Josef Velasquez Tineo y Saucedo                      |  |  |  |  |  |  |  |  |  |  |  |  |  |  |  |
|  |                                                          |  |  |  |  |  |  |  |  |  |  |  |  |  |  |  |
|  |                                                          |  |  |  |  |  |  |  |  |  |  |  |  |  |  |  |
|  | 21. Ana María de Saucedo y Córdova                       |  |  |  |  |  |  |  |  |  |  |  |  |  |  |  |
|  |                                                          |  |  |  |  |  |  |  |  |  |  |  |  |  |  |  |
|  |                                                          |  |  |  |  |  |  |  |  |  |  |  |  |  |  |  |
|  | 5. Francisca Xabiera Velásquez Tineo y García Saavedra   |  |  |  |  |  |  |  |  |  |  |  |  |  |  |  |
|  |                                                          |  |  |  |  |  |  |  |  |  |  |  |  |  |  |  |
|  |                                                          |  |  |  |  |  |  |  |  |  |  |  |  |  |  |  |
|  | 22. Alonso Severino García Saavedra y Muñóz              |  |  |  |  |  |  |  |  |  |  |  |  |  |  |  |
|  |                                                          |  |  |  |  |  |  |  |  |  |  |  |  |  |  |  |
|  |                                                          |  |  |  |  |  |  |  |  |  |  |  |  |  |  |  |
|  | 11. María Tomasa García Saavedra y Ruiz de Campos        |  |  |  |  |  |  |  |  |  |  |  |  |  |  |  |
|  |                                                          |  |  |  |  |  |  |  |  |  |  |  |  |  |  |  |
|  |                                                          |  |  |  |  |  |  |  |  |  |  |  |  |  |  |  |
|  | 23. Gabriela Ruiz de Campos y Maldonado                  |  |  |  |  |  |  |  |  |  |  |  |  |  |  |  |
|  |                                                          |  |  |  |  |  |  |  |  |  |  |  |  |  |  |  |
|  |                                                          |  |  |  |  |  |  |  |  |  |  |  |  |  |  |  |
|  | 1. Carlos Ygnacio Pedemonte y Talavera                   |  |  |  |  |  |  |  |  |  |  |  |  |  |  |  |
|  |                                                          |  |  |  |  |  |  |  |  |  |  |  |  |  |  |  |
|  |                                                          |  |  |  |  |  |  |  |  |  |  |  |  |  |  |  |
|  | 24. Ygnacio de Talavera                                  |  |  |  |  |  |  |  |  |  |  |  |  |  |  |  |
|  |                                                          |  |  |  |  |  |  |  |  |  |  |  |  |  |  |  |
|  |                                                          |  |  |  |  |  |  |  |  |  |  |  |  |  |  |  |
|  | 12. Francisco de Talavera y Araujo                       |  |  |  |  |  |  |  |  |  |  |  |  |  |  |  |
|  |                                                          |  |  |  |  |  |  |  |  |  |  |  |  |  |  |  |
|  |                                                          |  |  |  |  |  |  |  |  |  |  |  |  |  |  |  |
|  | 25. Magdalena de Araujo                                  |  |  |  |  |  |  |  |  |  |  |  |  |  |  |  |
|  |                                                          |  |  |  |  |  |  |  |  |  |  |  |  |  |  |  |
|  |                                                          |  |  |  |  |  |  |  |  |  |  |  |  |  |  |  |
|  | 6. Ignacio de Talavera y Torquemada                      |  |  |  |  |  |  |  |  |  |  |  |  |  |  |  |
|  |                                                          |  |  |  |  |  |  |  |  |  |  |  |  |  |  |  |
|  |                                                          |  |  |  |  |  |  |  |  |  |  |  |  |  |  |  |
|  | 26. Manuel Ortíz de Torquemada                           |  |  |  |  |  |  |  |  |  |  |  |  |  |  |  |
|  |                                                          |  |  |  |  |  |  |  |  |  |  |  |  |  |  |  |
|  |                                                          |  |  |  |  |  |  |  |  |  |  |  |  |  |  |  |
|  | 13. Francisca Xabiera de Torquemada y Echevarría         |  |  |  |  |  |  |  |  |  |  |  |  |  |  |  |
|  |                                                          |  |  |  |  |  |  |  |  |  |  |  |  |  |  |  |
|  |                                                          |  |  |  |  |  |  |  |  |  |  |  |  |  |  |  |
|  | 27. Josefa de Echevarría Aroche y Regil                  |  |  |  |  |  |  |  |  |  |  |  |  |  |  |  |
|  |                                                          |  |  |  |  |  |  |  |  |  |  |  |  |  |  |  |
|  |                                                          |  |  |  |  |  |  |  |  |  |  |  |  |  |  |  |
|  | 3. María Ignacia de Talavera y Talledo                   |  |  |  |  |  |  |  |  |  |  |  |  |  |  |  |
|  |                                                          |  |  |  |  |  |  |  |  |  |  |  |  |  |  |  |
|  |                                                          |  |  |  |  |  |  |  |  |  |  |  |  |  |  |  |
|  | 28. Santiago de Talledo y la Hedesa                      |  |  |  |  |  |  |  |  |  |  |  |  |  |  |  |
|  |                                                          |  |  |  |  |  |  |  |  |  |  |  |  |  |  |  |
|  |                                                          |  |  |  |  |  |  |  |  |  |  |  |  |  |  |  |
|  | 14. Miguel Lorenzo de Talledo                            |  |  |  |  |  |  |  |  |  |  |  |  |  |  |  |
|  |                                                          |  |  |  |  |  |  |  |  |  |  |  |  |  |  |  |
|  |                                                          |  |  |  |  |  |  |  |  |  |  |  |  |  |  |  |
|  | 29. María Geronima de la Rumia y Aguilar                 |  |  |  |  |  |  |  |  |  |  |  |  |  |  |  |
|  |                                                          |  |  |  |  |  |  |  |  |  |  |  |  |  |  |  |
|  |                                                          |  |  |  |  |  |  |  |  |  |  |  |  |  |  |  |
|  | 7. Catalina Lorenza Talledo y Velasquez Tineo            |  |  |  |  |  |  |  |  |  |  |  |  |  |  |  |
|  |                                                          |  |  |  |  |  |  |  |  |  |  |  |  |  |  |  |
|  |                                                          |  |  |  |  |  |  |  |  |  |  |  |  |  |  |  |
|  | 30. Josef Velasquez Tineo y Saucedo                      |  |  |  |  |  |  |  |  |  |  |  |  |  |  |  |
|  |                                                          |  |  |  |  |  |  |  |  |  |  |  |  |  |  |  |
|  |                                                          |  |  |  |  |  |  |  |  |  |  |  |  |  |  |  |
|  | 15. Catalina Velasquez Tineo y García Saavedra           |  |  |  |  |  |  |  |  |  |  |  |  |  |  |  |
|  |                                                          |  |  |  |  |  |  |  |  |  |  |  |  |  |  |  |
|  |                                                          |  |  |  |  |  |  |  |  |  |  |  |  |  |  |  |
|  | 31. María Tomasa García Saavedra y Ruiz de Campos        |  |  |  |  |  |  |  |  |  |  |  |  |  |  |  |
|  |                                                          |  |  |  |  |  |  |  |  |  |  |  |  |  |  |  |
|  |                                                          |  |  |  |  |  |  |  |  |  |  |  |  |  |  |  |